# Melithaea pulchella
Melithaea pulchella är en korallart som först beskrevs av Thomson och Simpson 1909.  Melithaea pulchella ingår i släktet Melithaea och familjen Melithaeidae. Inga underarter finns listade i Catalogue of Life.